# 미쇼정
미쇼정(御荘町)은 2004년 9월까지 에히메현 미나미우와군에 존재했던 정이다. 
2004년 10월 1일, 조헨정, 니시우미정, 잇폰마쓰정, 우치우미촌이 합병해 아이난정이 되었다.

## 지리
에히메 현의 최남단이기도 한 미나미우와군의 중앙에 위치한다.북쪽으로 시코쿠 산지에서 분기하여 동쪽에서 서쪽으로 달리는 시노야마 산맥을 가지고 기타우와군 쓰시마정에 접하고, 남쪽은 동서로 길게 트여 태평양에 접해 있다.

## 역사
- 전국시대 스와산에 도키와 성(가메 성)이 쌓였다.
- 번정기에는 우와지마 번의 영지로 미조구미에 속하여 22개의 우라를 다스리는 대관소가 미도리무라에 놓여 있었다
- 1889년 12월 15일 - 정촌제 시행에 의해 미나미우와군 미쇼촌이 성립하였다.
- 1923년 2월 11일 - 정으로 승격해 미쇼정이 되었다.
- 1952년 9월 1일 - 미도리소즈촌과 합병해 새로운 미쇼정이 되었다.
- 1956년 9월 21일 - 히가시소토미촌과 합병해 새로운 미쇼정이 되었다.
- 2004년 10월 1일 - 조헨정, 니시우미정, 잇폰마쓰정, 우치우미촌이 합병해 아이난정이 성립하였다. 자치체로서의 미쇼정은 역사속으로 사라졌다.

## 교통

### 도로
- 국도 56호선